# کولئا رائوتو
کولئا رائوتو (رومانیایی: Colea Răutu؛ ‏ تلفظ رومانیایی: [ˈkole̯a rəˈutu]؛ ‏ ۱۸ نوامبر ۱۹۱۲ – ۱۳ مهٔ ۲۰۰۸) بازیگر اهل رومانی بود.
از فیلم‌ها یا مجموعه‌های تلویزیونی که وی در آن نقش داشته‌است، می‌توان به انفجار، انتقام، بادبان‌های برافراشته، دوئل، میهای دلیر، عمو مارین میلیاردر، میرچا، میهائیل، سگ سیرک، تلهٔ مزدوران، فناناپذیران، آخرین یورش، آخرین فشنگ، یاغی‌ها، استفن کبیر - واسلویی ۱۴۷۵ و حادثه اشاره کرد.